# Pierre Rode

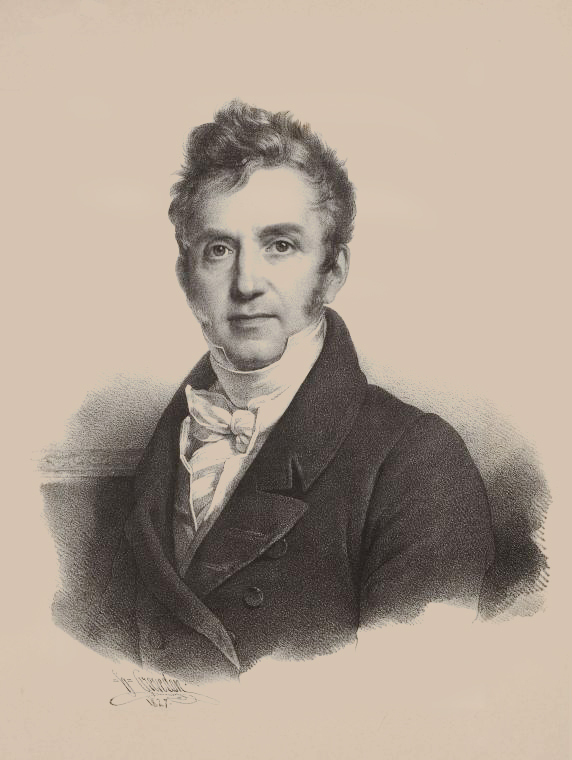
Pierre Rode

Jacques Pierre Joseph Rode (* 16. Februar 1774 in Bordeaux; † 25. November 1830 im Château de Bourbon bei Damazan, Département Lot-et-Garonne) war ein französischer Violinist und Komponist.

## Leben
Ersten Violinunterricht erhielt Rode ab 1780, während acht Jahren bei André-Joseph Fauvel (um 1756–1834). Bereits als 12-Jähriger gab er die ersten Konzerte in seiner Heimatstadt. 1787 reiste er auf Empfehlung Fauvels nach Paris und wurde Meisterschüler des berühmten Giovanni Battista Viotti, mit dessen 13. Violinkonzert er 1790 in Paris debütierte.
Seine Erfolge mit weiteren Violinkonzerten Viottis waren so groß, dass er 1795 eine Professur am neugegründeten Pariser Konservatoriums erhielt. Mit den Violinisten Pierre Baillot und Rodolphe Kreutzer erarbeitete er die im Jahre 1802 veröffentlichte offizielle Violinmethode des Conservatoire.
Ausgedehnte Tourneen führten ihn durch die Niederlande, Deutschland, England und Spanien. In Madrid schloss er Freundschaft mit Luigi Boccherini. 
Von 1800 bis 1803 wirkte Rode als Violinsolist in der Privatkapelle Napoleons. Zu Rodes Bewunderern gehörte der junge Louis Spohr, der Rodes Stil übernahm, nachdem er ihn 1803 in Braunschweig gehört hatte.
Von 1804 bis 1808 verweilte Rode in einer Anstellung am Hof des Zaren Alexander I. in Sankt Petersburg und konzertierte auch in Moskau. Als sich Rode 1811 in Wien aufhielt, schrieb Ludwig van Beethoven für ihn seine letzte Violinsonate (Nr. 10 op. 96). Zwischen 1814 und 1819 lebte Rode in Berlin. Dort heiratete er 1814 Wilhelmine Verona, Tochter des Dekorationsmalers Bartolomeo Verona.
Rode schrieb Kammermusik, aber die Basis seiner Kompositionen blieben Viottis Konzerte, die ihm als Vorbild für seine eigenen dienten. Seine Werke wurden selten aufgeführt, hatten aber großen Einfluss auf die Entwicklung des romantischen Violinkonzertes. Seinen letzten, in einem Fiasko endenden Auftritt hatte er 1828 in Paris. Hier zeichneten sich bereits die Anzeichen einer Lähmung ab, an der er 1830 verstarb.
Rodes bekanntester Schüler war Joseph Böhm, der sein Wissen wiederum an Joseph Joachim, Jakob Dont, Georg Hellmesberger und andere weitergab.

## Werke
- op. 10 – Air varié G-Dur für Violine und Klavier (oder Streichtrio), 1808; ein Standardwerk der Sängerin Angelica Catalani
- 24 Capricios für Solovioline (entstanden in der Berliner Zeit)
- 13 Violinkonzerte
- rund 15 Streichquartette
- Douze Etudes pour Violon (12 Etuden für Violine), Oeuvre posthume, erschienen als Nr. 1994 der Collection Litolff.

### Revisionen
Lucien Capet (Revision et Annotation) 24 Caprices 1915 Editions Maurice Senart, Paris